# Distance (chanson)
Singles de Kana Nishino
Kimi-tte
(2010) Esperanza
(2011)
Pistes de Thank you, Love
Together I'll be there
Distance est le 13e single de la chanteuse de J-pop Kana Nishino.

## Présentation
Il est sorti sous le label SME Records Inc. le 9 février 2011 au Japon. Il sort au format CD. Il atteint la 3e position à l'Oricon. Il se vend à 34 510 exemplaires la première semaine et reste classé 15 semaines pour un total de 61 175 exemplaires vendus. La chanson Distance se trouve sur l'album Thank you, Love et sur la compilation Love Collection ~mint~.

## Pistes
| 1. | Distance   | Kana Nishino          | Mats Lie Skare, FASTLANE                    | Mats Lie Skare                 | 3:48 |
| 2. | beloved    | Kana Nishino, DJ Mass | DJ Mass, Takashi Yamaguchi, Hiroshi Yoshida | VIVID Neon*, Takashi Yamaguchi | 4:35 |
| 3. | Call Me Up | Kana Nishino, HIRO    | HIRO                                        | HIRO                           | 3:24 |